# Rafelguaraf (kommunhuvudort)
Rafelguaraf är en kommunhuvudort i Spanien.   Den ligger i provinsen Província de València och regionen Valencia, i den östra delen av landet, 300 km sydost om huvudstaden Madrid. Rafelguaraf ligger 48 meter över havet och antalet invånare är 2 398.
Terrängen runt Rafelguaraf är kuperad åt sydost, men åt nordväst är den platt. Runt Rafelguaraf är det ganska tätbefolkat, med 239 invånare per kvadratkilometer. Närmaste större samhälle är Alzira, 11,1 km norr om Rafelguaraf. Trakten runt Rafelguaraf består till största delen av jordbruksmark.